# Montelupo Albese
Montelupo Albese ist eine Gemeinde in der italienischen Provinz Cuneo, Region Piemont.

## Lage und Einwohner
Montelupo Albese liegt 67 km nordöstlich von der Provinzhauptstadt Cuneo entfernt in der Weinregion Langhe. Das Gemeindegebiet umfasst eine Fläche von 6,43 km² und hat 474 Einwohner (Stand 31. Dezember 2023).
Die Nachbargemeinden sind Diano d’Alba, Rodello, Serralunga d’Alba und Sinio.

## Geschichte

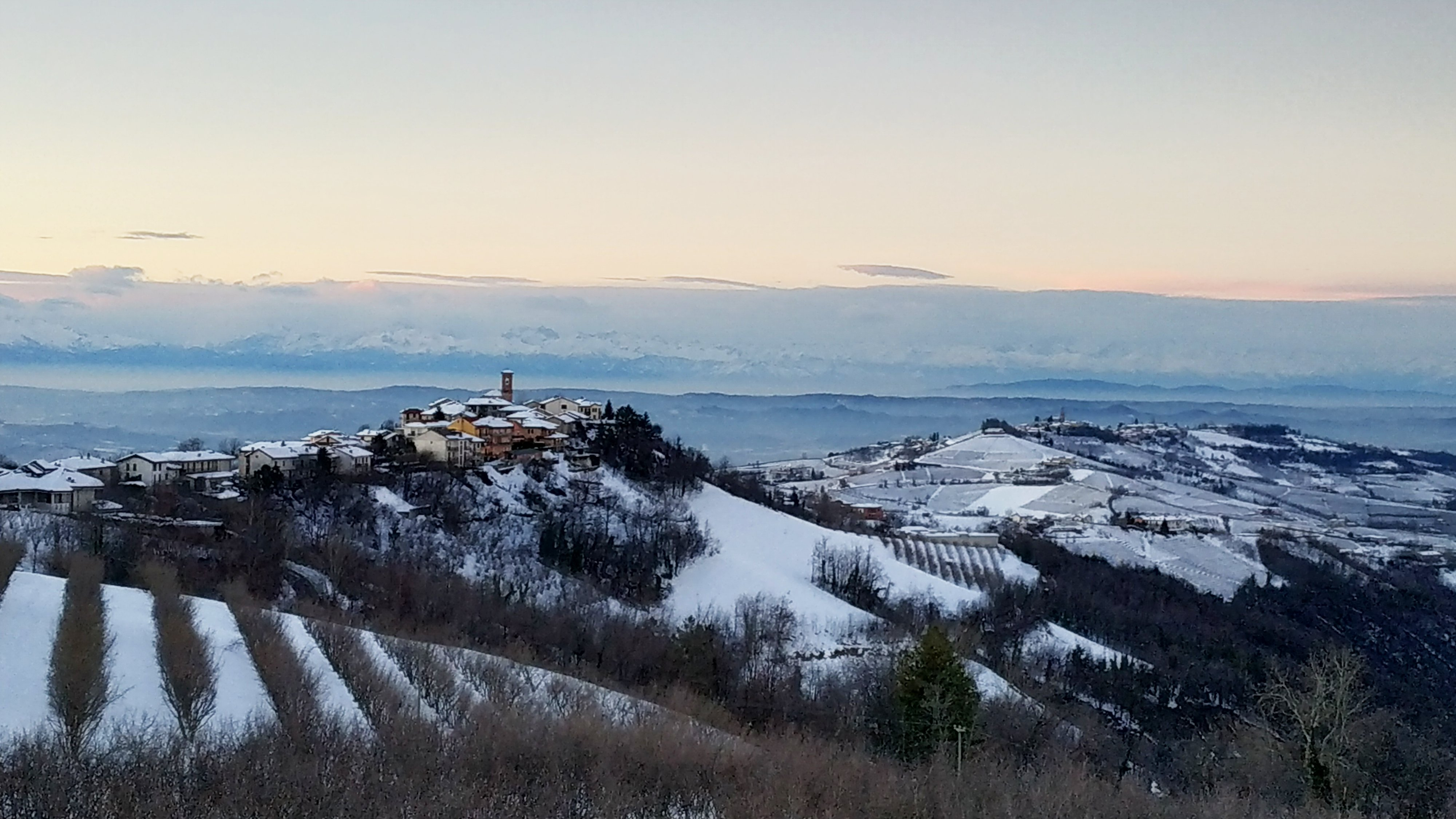
Panorama

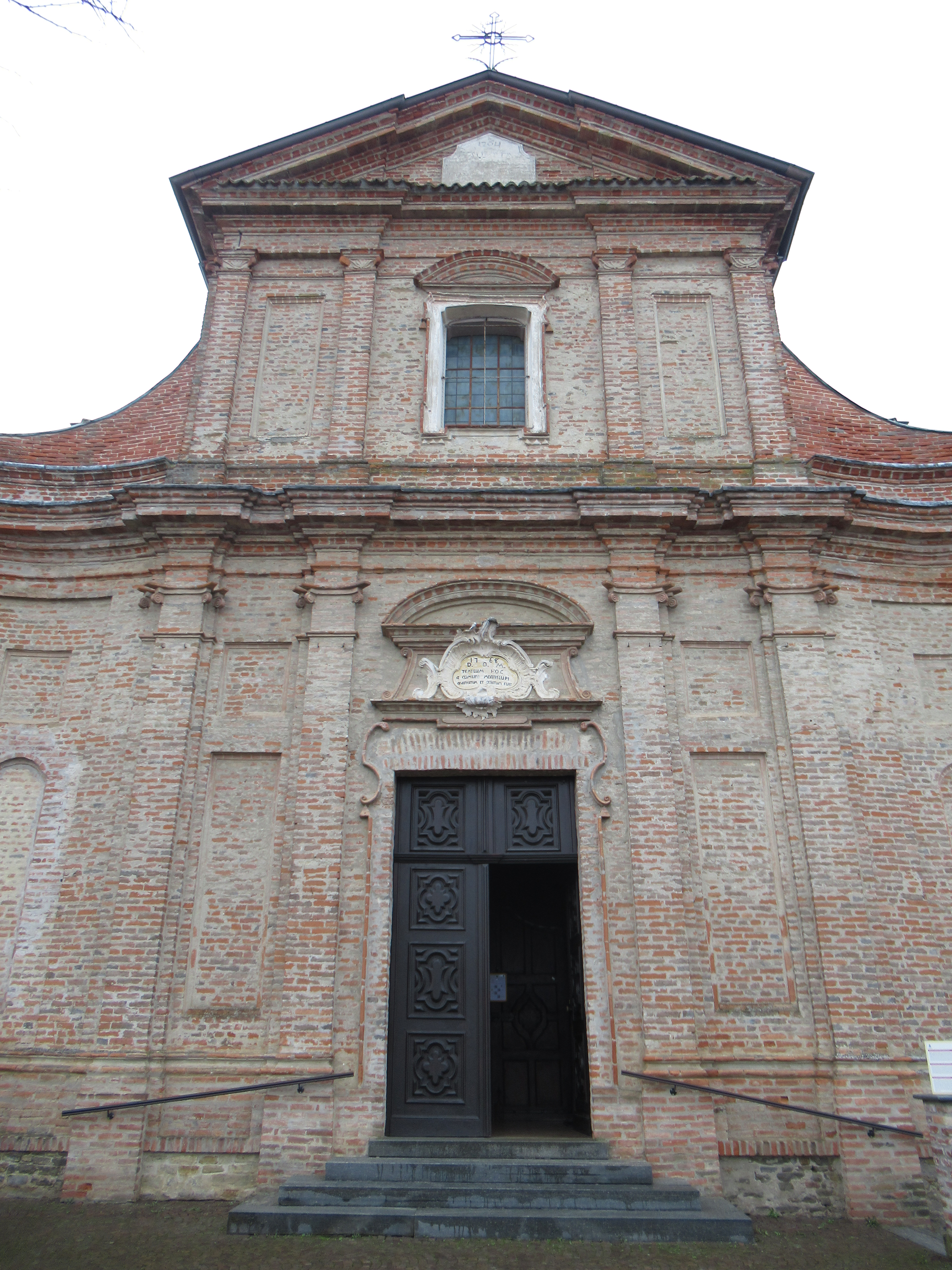
Pfarrkirche der Assunta

Der Ortsname setzt sich aus dem Substantiv „Berg“, das auf die Lage der Siedlung auf einer Anhöhe anspielt, und dem Personennamen Lupus (Wolf)zusammen. Die mittelalterliche Dokumentation bewahrt Hinweise auf eine „Villa Montislupi“. Die Ursprünge des Dorfes reichen bis ins Jahr 1200 zurück. Die Bewohner des geheimnisvollen Uriolo suchten hier Zuflucht, einer bereits mächtigen Festung im Land zwischen Guarene und Piobesi d’Alba, von der trotz historischer Dokumente keine Spuren gefunden wurden. Von Alba aus wurde es bis 1400 erwähnt. Es war ein Lehen von Alba und verfolgte dessen Schicksal im Guten wie im Schlechten. Nachdem die Gonzagas Herren von Monferrato geworden waren, wurde es an die Familie Mombaruzzo abgetreten, von der es dann an die Malvasia, die Rangone, Cecilia Zocca und Giacomo Pietro Portoris überging.
Zu den wichtigen historisch-architektonischen Zeugnissen zählen die Pfarrkirche der Assunta, die 1764 für den Gottesdienst eröffnet wurde und die Kirche der Battuti, romanischen Ursprungs und schließlich die Oriolo-Kapelle mit ländlicher Form. In der Nähe der Gemeinde befindet sich die antike Wallfahrtskirche Madonna del Rivolo, die in vergangenen Jahrhunderten ein Ziel traditioneller Wallfahrten war. Auf dem höchsten Teil stand einst das Schloss der Grafen Rangone, einer berühmten Familie aus dem alten Piemont. Einer von ihnen, der Architekt Carlo Francesco, übersäte diese Ländereien mit Kirchen und Palästen im hervorragenden piemontesischen Barock.
Seit 2011 hat die Gemeinde das Projekt „Lupus In Fabula“ ins Leben gerufen, bei dem Künstler aus ganz Italien eingeladen werden, alle Märchen, in denen es um Wölfe geht, anhand von Wandgemälden zu erzählen. Jetzt ist das Dorf zu einem Open-Air-Märchen geworden.

## Kulinarische Spezialitäten
In Montelupo Albese werden Reben für den Dolcetto d’Alba, einen Rotwein mit DOC Status angebaut. Die Beeren der Rebsorten Spätburgunder und/oder Chardonnay dürfen zum Schaumwein Alta Langa verarbeitet werden.